# Pecan pie

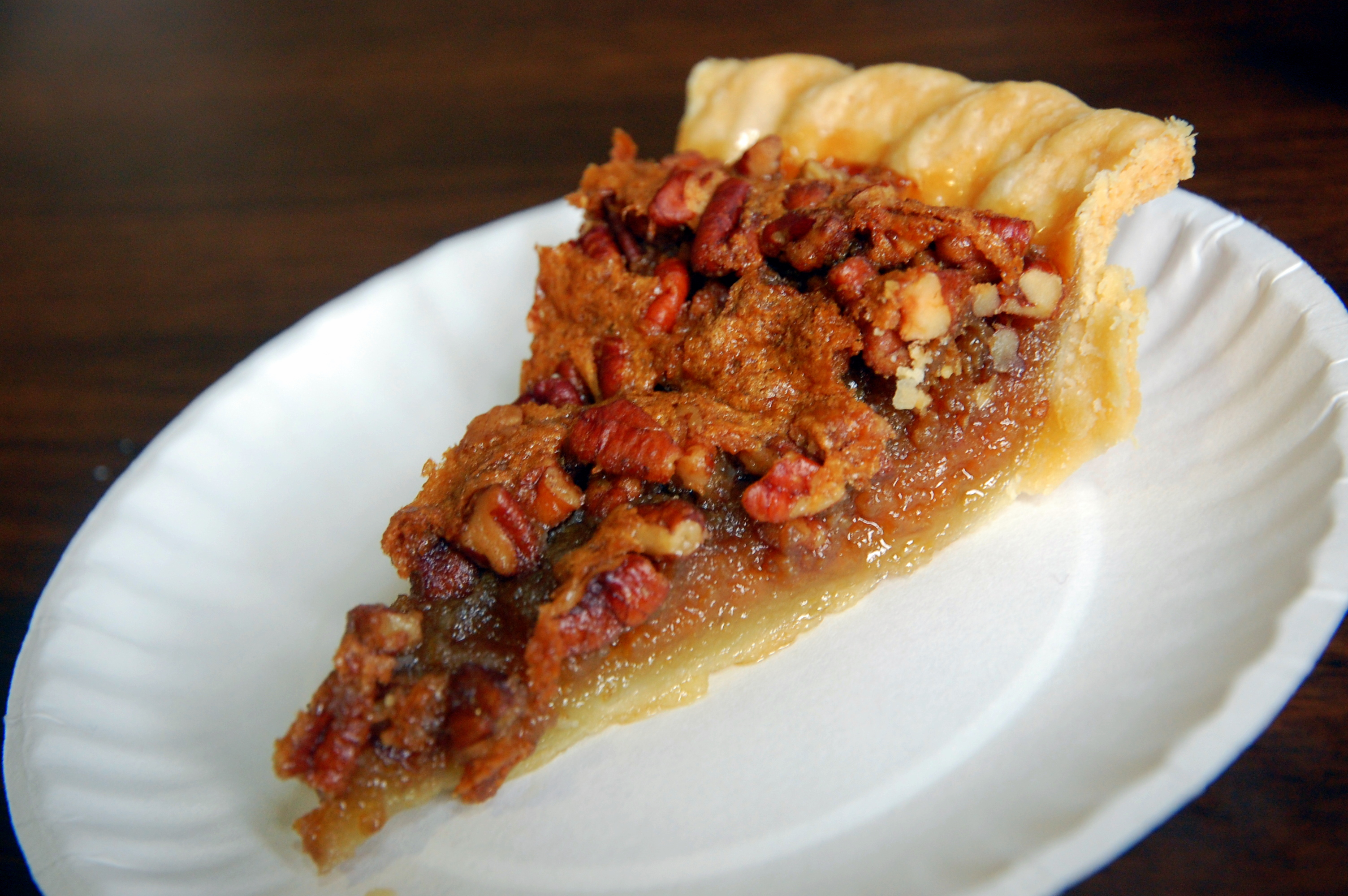
Una fetta di pecan pie

La pecan pie, o torta di noci pecan, è una torta a base di pasta frolla, glassa di sciroppo di mais (o melassa) e noci pecan, tipica della cucina del sud degli Stati Uniti d'America.
È un dolce tipicamente autunnale, servito nel periodo delle feste, come Natale e giorno del Ringraziamento. La maggior parte delle ricette della pecan pie vedono l'aggiunta di sale e vaniglia come aromatizzanti. Cioccolato e bourbon sono altre aggiunte popolari per la ricetta. La pecan pie è spesso servita con panna montata o gelato.

## Storia
La tradizione vuole che la pecan pie sia stata inventata da cuochi francesi che, stabilitisi a New Orleans, vennero a conoscenza di queste noci tramite i nativi americani. Questi raccoglievano queste noci, che nascevano sugli argini dei fiumi del Texas, macinandole per ricavarne un olio. I cuochi francesi stabilitisi nel sud degli Stati Uniti d'America, iniziarono a lavorare queste noci come un dessert che chiamavano torta trasparente, e che con gli anni sarebbe diventata la popolare pecan pie.
Discordanti sono le informazioni sulle origini del dolce: i tentativi di rintracciare l'origine del piatto non hanno trovato alcuna ricetta in data antecedente al 1886.
Noti libri di ricette, come Fannie Farmer e The Joy of Cooking, non comprendono la ricetta prima del 1940. I creatori dello sciroppo Karo sostengono che la ricetta sia stata inventata nel 1930, grazie ad un nuovo impiego dello sciroppo di mais dalla moglie di un dirigente aziendale.